# Phyllachora advena
Phyllachora advena är en svampart som beskrevs av Syd. 1925. Phyllachora advena ingår i släktet Phyllachora och familjen Phyllachoraceae.   Inga underarter finns listade i Catalogue of Life.